# 3947 Swedenborg
A 3947 Swedenborg (ideiglenes jelöléssel 1983 XD) a Naprendszer kisbolygóövében található aszteroida. Edward L. G. Bowell fedezte fel 1983. december 1-én.